# Bethmännchen

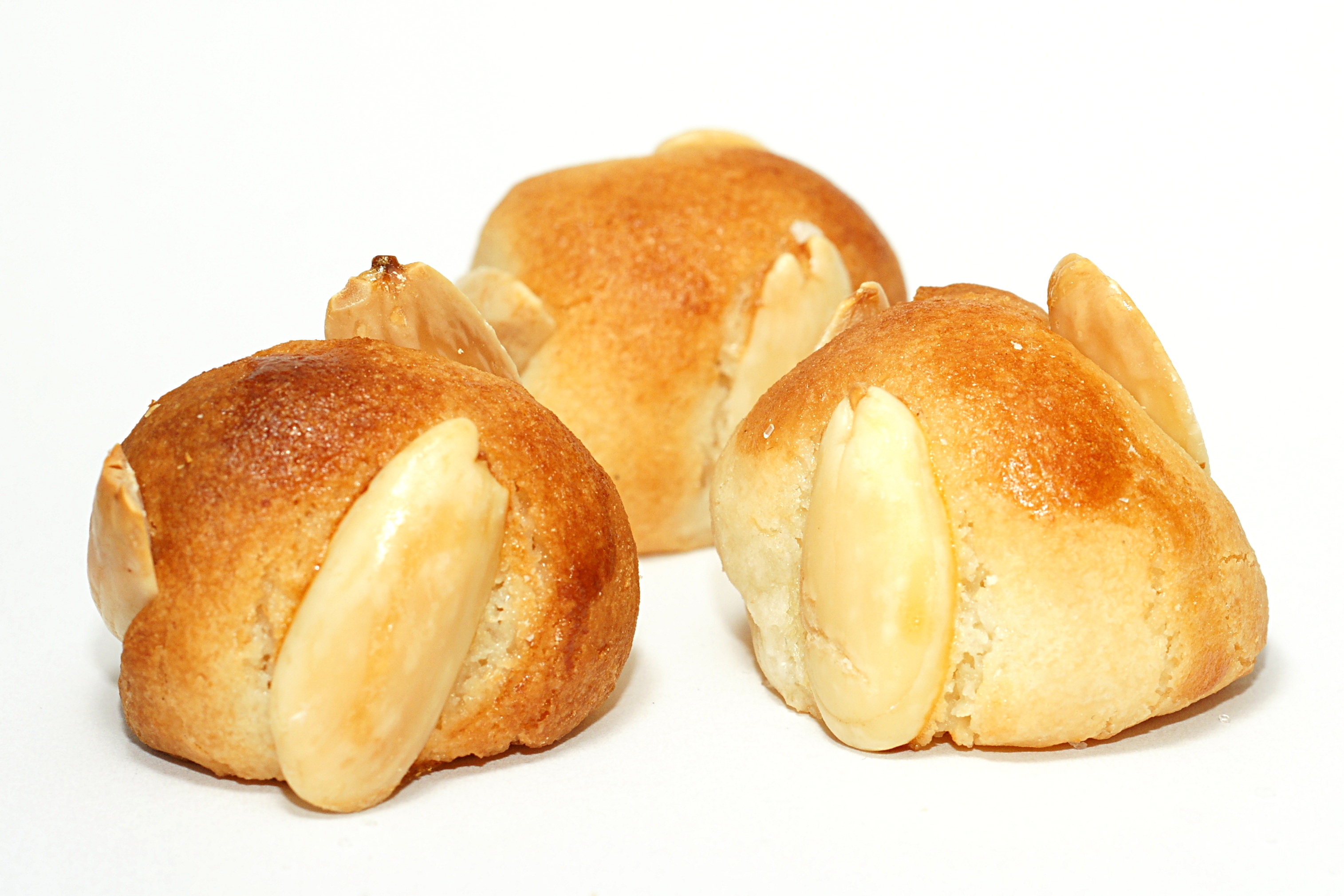
Frankfurter Bethmännchen

Bethmännchen sind eine Gebäckspezialität aus Frankfurt am Main. Aus einem Marzipanteig aus gemahlenen Mandeln, Puderzucker und Rosenwasser werden kleine Kugeln geformt, die mit jeweils drei halbierten Mandeln verziert, mit Eigelb glasiert und gebacken werden.
Die Bethmännchen sind benannt nach der Frankfurter Familie Bethmann und werden heute hauptsächlich zur Weihnachtszeit gebacken (und verzehrt). Das Rezept ist eine Abwandlung der seit dem Mittelalter bekannten Frankfurter Brenten, die nicht mit den Aachener Printen (einer Lebkuchenspezialität) verwechselt werden dürfen.
Einer Legende nach sollen die Bethmännchen im Jahr 1838 von dem Pariser Konditor Jean Jacques Gautenier erfunden worden sein, der Anfang des 19. Jahrhunderts Küchenchef im Hause des Bankiers und Ratsherrn Simon Moritz von Bethmann war. Ursprünglich seien die Bethmännchen mit vier Mandelhälften bestückt gewesen, eine für jeden der vier Söhne Bethmanns (Moritz, Karl, Alexander und Heinrich). Nach dem Tode Heinrichs im Jahr 1845 sei fortan eine Mandelhälfte weggelassen worden. Diese Legende ist allerdings umstritten, zumal Simon Moritz Bethmann schon 1826 verstorben war. Wahrscheinlich sind die Bethmännchen daher schon älter.
Auch Johann Wolfgang von Goethe und Eduard Mörike werden zuweilen als Liebhaber der Bethmännchen erwähnt, doch handelt es sich dabei mit Sicherheit um eine Verwechslung mit den Frankfurter Brenten, über die Mörike sogar ein Gedicht geschrieben hat.